# César Moreira Baptista
César Henrique Moreira Baptista GOC • GCC • ComSE • GOIH • GCIH • OIP (Espinho, 14 de Março de 1915 — 1982) foi um advogado, professor de Economia e político português durante o período do Estado Novo.
Era o ministro do Interior, aquando do 25 de Abril.

## Biografia
César Henrique Moreira Baptista nasceu a 14 de Março de 1915, em Espinho, no distrito de Aveiro.
Formado em Direito, foi advogado e professor de Economia no Instituto Comercial de Lisboa.
Dentro da União Nacional, Moreira Baptista foi presidente da Comissão Concelhia de Cascais, vogal da Comissão Distrital de Lisboa e vogal, em 1957, da Comissão Executiva.
Entre 1953 e 1957 foi Presidente da Câmara Municipal de Sintra.
Moreira Baptista foi deputado à Assembleia Nacional durante uma legislatura, a VII que decorreu entre 1957 e 1961.
Substituiu José Manuel da Costa à frente do Secretariado Nacional de Informação (SNI), a 1 de Fevereiro de 1958, com o beneplácito de Marcelo Caetano, que a elevaria o SNI, a 16 de Outubro de 1968, à categoria de Secretaria de Estado da Informação e Turismo (SEIT).
Durante o período que esteve à frente desta secretaria de Estado, César Moreira Baptista afastou-a da orientação de promoção da cultura de António Ferro, incluindo da cultura popular/folclórica, para um serviço mais vocacionado para a promoção do país, e consequentemente do regime, em moldes mais modernos, e integrados na linha dos organismos de promoção turística, como forma de suavizar a imagem externa do regime.
Durante este período César Moreira Baptista foi um elemento fundamental, juntamente com Ramiro Valadão para a instrumentalização da RTP, que deixa de ser um serviço passivo de relato dos acontecimentos pelo ponto de vista do regime, para se tornar efectivamente numa ferramenta de propaganda, proactivo a favor do Governo.
Quando Marcelo Caetano sobiu ao poder, chamou-o para subsecretário de Estado da Presidência do Conselho e, mais tarde, a 7 de Novembro de 1973, nomeou-o para ministro do Interior, funções que desempenhava em 25 de Abril de 1974.
Nesse dia é um dos únicos dois ministros que acompanham o presidente do Conselho no Quartel do Carmo, e o segue ao Funchal. No regresso será preso, mas é libertado uns meses depois.
Durante a sua carreira, Moreira Baptista foi ainda director da FNAT, (actual Fundação INATEL) e director da Caixa de Previdência dos Organismos Económicos.
César Henrique Moreira Baptista faleceu no ano de 1982.

### Condecorações
A 10 de Junho de 1948 foi feito Oficial da Ordem da Instrução Pública.
A 19 de Julho de 1961 foi feito Grande-Oficial da Ordem do Infante D. Henrique, a 16 de Fevereiro de 1967 foi feito Grande-Oficial da Ordem Militar de Nosso Senhor Jesus Cristo e a 29 de Março de 1968 foi feito Comendador da Antiga, Nobilíssima e Esclarecida Ordem Militar de Sant'Iago da Espada, do Mérito Científico, Literário e Artístico.
É elevado a Grã-Cruz da Ordem Militar de Nosso Senhor Jesus Cristo a 20 de Outubro de 1971 e a Grã-Cruz da Ordem do Infante D. Henrique a 21 de Junho de 1972